# Mattsetzungsmotiv
Das Mattsetzungsmotiv ist Teil der im mittelalterlichen Minnesang vorkommenden Redewendungen (Topoi) der gegenseitigen Überbietung. Speziell im Minnesang in Spielart der Hohen Minne findet sich dieses literarische Stilmittel häufig. Das Mattsetzungsmotiv könnte aus der Terminologie des Schachspiels entstanden sein: Da dieses Spiel zu den ritterlichen Künsten gehörte, war der im Schachspiel getätigte Ausruf Matt und seine Aussage (Sieg der Partie) überall an den Höfen verständlich und konnte somit ohne Verständnisschwierigkeiten in die Lyrik übernommen werden.

## Bedeutung
Die Redewendung diente dazu, die Darstellung einer überragenden und unerreichbaren Dame zu verstärken. Speziell in der Spielart der Hohen Minne ist das Mattsetzungsmotiv oft Bestandteil der Inszenierung der weiblichen Figur und der Zurschaustellung ihrer höfischen Werte.

## Beispiel einer Analyse
Reinmar, MF 159,1:
Lobe ich si, sô man ander frouwen tuot,

daz genimet si niemer tac von mir für guot.

doch swer ich des, si ist an der stat,

dâs ûz wîplîchen tugenden nie fuoz getrat.

 daz ist iu mat.
Lobe ich sie, wie man (es) and'ren Frauen tut,

das nimmt sie keinen Tag von mir als gut (= angemessen).

Doch schwör' ich das, sie ist an einer Stelle, (= Stätte, Statt)

die aus weiblicher Tugend (noch) nie ein Fuß betrat.

Das setzt euch matt.
Das Mattsetzungsmotiv wird explizit in der letzten Verszeile der obigen Textquelle formuliert: mhd. „daz ist iu mat“ kann mit nhd. „Das setzt euch schachmatt“ übersetzt werden. Diese neuhochdeutsche Übertragung der Verszeile kann im vorliegenden Textzusammenhang mit zwei verschiedenen Interpretationen gedeutet werden:
1. Sämtliche potentiellen männlichen Werber sind kraft der Tugendhaftigkeit der Dame in ihren Werbebemühungen „matt gesetzt“. Die weibliche Figur wird durch das Mattsetzungsmotiv also noch deutlicher als für Männer unerreichbar deklariert.
2. Weniger tugendhafte Damen sind im Vergleich zur angesprochenen, idealtypisch höfischen Dame von geringerem Wert und sind deshalb „matt gesetzt“. Auch diese Interpretation der letzten Verszeile zeigt deutlich die zur Unerreichbarkeit gesteigerte Entrücktheit der weiblichen Figur: In diesem Fall durch den Vergleich mit anderen Frauen, anstatt – wie in der ersten Interpretation – mit männlichen Werbern.

Beide Deutungsmöglichkeiten des vorliegenden Mattsetzungsmotivs unterstreichen somit die Unerreichbarkeit und Unüberbietbarkeit der umworbenen Dame, welche – ganz im Sinne der Spielart der Hohen Minne – eine entrückte und unerreichbare Position einnimmt.